# Test znaków
Test znaków (ang. sign test) – nieparametryczny test statystyczny służący do porównywania dwóch grup zależnych (skorelowanych) pod względem zmiennej ze skali porządkowej. Test jest często używany w celu porównywania danych zebranych w ramach eksperymentu przed i po zastosowaniu bodźca eksperymentalnego. Wyniki pierwszego oraz drugiego pomiaru (czyli pretestu i posttestu) są porównywane po to, aby sprawdzić, czy nastąpiła istotna statystycznie zmiana.
Uważa się, że prekursorem testu znaków był szkocki lekarz, satyryk i pisarz John Arbuthnot, który w 1710 r. w opublikował w czasopiśmie naukowym Philosophical Transactions of the Royal Society krótki artykuł pod tytułem An argument for Divine Providence, taken from the constant regularity observ’d in the births of both sexes. W artykule tym zastosował rozumowanie będące podwaliną obecnie stosowanego testu znaków. 